# Kharod
Kharod är en ort i Indien.   Den ligger i distriktet Janjgir-Champa och delstaten Chhattisgarh, i den centrala delen av landet, 900 km sydost om huvudstaden New Delhi. Kharod ligger 244 meter över havet och antalet invånare är 8 926.
Terrängen runt Kharod är mycket platt. Runt Kharod är det ganska tätbefolkat, med 230 invånare per kvadratkilometer. Kharod är det största samhället i trakten. Trakten runt Kharod består till största delen av jordbruksmark.